# Santa Isabel (vulkan)
Santa Isabel är en 4 950 meter hög sköldvulkan i Colombia, sydväst om Nevado del Ruiz, på gränsen mellan departementen Caldas, Risaralda och Tolima.